# Adicella eloa
Adicella eloa är en nattsländeart som beskrevs av Schmid 1994. Adicella eloa ingår i släktet Adicella och familjen långhornssländor. Inga underarter finns listade i Catalogue of Life.